# Trận chung kết Giải vô địch bóng đá nữ thế giới 2023
Trận chung kết của Giải vô địch bóng đá nữ thế giới 2023 là trận đấu cuối cùng của Giải vô địch bóng đá nữ thế giới 2023, kì thứ 9 của giải đấu do FIFA tổ chức dành cho các đội tuyển bóng đá nữ quốc gia. Trận đấu được tổ chức trên sân vận động Australia tại thành phố Sydney vào ngày 20 tháng 8 năm 2023, với màn tranh tài giữa đội tuyển Tây Ban Nha và đội tuyển Anh. Đây là lần đầu tiên hai đội tuyển góp mặt trong một trận chung kết Giải vô địch bóng đá nữ thế giới. Trận đấu diễn ra trước sự chứng kiến của 75.784 khán giả, với người cầm còi là trọng tài Tori Penso mang quốc tịch Hoa Kỳ.
Tây Ban Nha đã đánh bại Anh với tỉ số 1–0 nhờ bàn thắng duy nhất được ghi bởi Olga Carmona ở phút 29, qua đó có lần đầu tiên trong lịch sử giành chức vô địch World Cup nữ. Tây Ban Nha cũng trở thành quốc gia thứ hai vô địch cả World Cup nam và nữ, sau Đức, và là đội tuyển thuộc UEFA đầu tiên vô địch giải đấu kể từ sau chiến thắng của Đức trước Brazil trong trận chung kết năm 2007.

## Địa điểm
Sân vận động Australia, được gọi là Sân vận động Accor vì lý do tài trợ, đã được chọn làm địa điểm cuối cùng vào ngày 31 tháng 3 năm 2021. Sân vận động được xây dựng để tổ chức Thế vận hội Mùa hè 2000, khai trương vào tháng 3 năm 1999, hiện có sức chứa là 83.500 chỗ ngồi. Địa điểm này đã tổ chức trận tranh huy chương vàng môn bóng đá nam Thế vận hội, cũng như các trận đấu tại AFC Asian Cup 2015, bao gồm cả trận chung kết. Nơi đây cũng tổ chức nhiều môn thể thao khác, bao gồm bóng bầu dục với giải National Rugby League, bóng bầu dục liên hiệp, bóng bầu dục Úc, bóng bầu dục Mỹ, cricket, đua xe. Ngoài ra, sân còn tổ chức rất nhiều buổi hòa nhạc.

## Đường đến trận chung kết
| VT | Đội         | ST | Đ |
| -- | ----------- | -- | - |
| 1  | Nhật Bản    | 3  | 9 |
| 2  | Tây Ban Nha | 3  | 6 |
| 3  | Zambia      | 3  | 3 |
| 4  | Costa Rica  | 3  | 0 |

| VT | Đội        | ST | Đ |
| -- | ---------- | -- | - |
| 1  | Anh        | 3  | 9 |
| 2  | Đan Mạch   | 3  | 6 |
| 3  | Trung Quốc | 3  | 3 |
| 4  | Haiti      | 3  | 0 |

## Trận đấu

### Chi tiết
| Tây Ban Nha | 1–0      | Anh |
| ----------- | -------- | --- |
| - Olga 29'  | Chi tiết |     |

| Tây Ban Nha | Anh |

| GK               | 23 | Cata Coll         |     |     |
| RB               | 2  | Ona Batlle        |     |     |
| CB               | 4  | Irene Paredes     |     |     |
| CB               | 14 | Laia Codina       |     | 73' |
| LB               | 19 | Olga Carmona (c)  |     |     |
| DM               | 3  | Teresa Abelleira  |     |     |
| CM               | 6  | Aitana Bonmatí    |     |     |
| CM               | 10 | Jennifer Hermoso  |     |     |
| RF               | 17 | Alba Redondo      |     | 60' |
| CF               | 18 | Salma Paralluelo  | 78' |     |
| LF               | 8  | Mariona Caldentey |     | 90' |
| Thay người:      |    |                   |     |     |
| DF               | 12 | Oihane Hernández  |     | 60' |
| DF               | 5  | Ivana Andrés      |     | 73' |
| FW               | 11 | Alexia Putellas   |     | 90' |
| Huấn luyện viên: |    |                   |     |     |
| Jorge Vilda      |    |                   |     |     |

| GK               | 1  | Mary Earps        |     |     |
| CB               | 16 | Jess Carter       |     |     |
| CB               | 6  | Millie Bright (c) |     |     |
| CB               | 5  | Alex Greenwood    |     |     |
| RWB              | 2  | Lucy Bronze       |     |     |
| LWB              | 9  | Rachel Daly       |     | 46' |
| CM               | 8  | Georgia Stanway   |     |     |
| CM               | 4  | Keira Walsh       |     |     |
| CM               | 10 | Ella Toone        |     | 87' |
| CF               | 23 | Alessia Russo     |     | 46' |
| CF               | 11 | Lauren Hemp       | 55' |     |
| Thay người:      |    |                   |     |     |
| FW               | 7  | Lauren James      |     | 46' |
| FW               | 18 | Chloe Kelly       |     | 46' |
| FW               | 19 | Bethany England   |     | 87' |
| Huấn luyện viên: |    |                   |     |     |
| Sarina Wiegman   |    |                   |     |     |

| Cầu thủ xuất sắc nhất trận đấu: Olga Carmona (Tây Ban Nha) | Luật của trận đấu - 90 phút - 30 phút của hiệp phụ nếu cần thiết - Loạt sút luân lưu nếu vẫn có tỷ số hòa - Có tối đa 12 cầu thủ dự bị - Được phép thay tối đa 5 cầu thủ dự bị, và được phép thay thêm 1 cầu thủ dự bị thứ sáu trong hiệp phụ |